# Сан Франческо - Сан Пјетро (Лоди)
Сан Франческо - Сан Пјетро је насеље у Италији у округу Лоди, региону Ломбардија.
Према процени из 2011. у насељу је живело 149 становника. Насеље се налази на надморској висини од 42 м.